# Inozemcevo
Inozemcevo (in russo Иноземцево?) è un insediamento di tipo urbano della Russia europea meridionale, situato nel distretto urbano della città di Železnovodsk (Territorio di Stavropol').
Si trova 180 km a sud-est di Stavropol' e a 8 km da Železnovodsk.